# Budníček
Budníček (Phylloscopus) je rod drobných pěvců tradičně řazených do čeledi pěnicovitých, někteří taxonomové je ale nově řadí do nové čeledi budníčkovití.

## Charakteristika
Jedná se o vesměs velmi drobné ptáky dlouhé 9–12 cm. V jejich zbarvení se kombinuje hnědá, zelená, okrová, šedá a žlutá barva. Mají jehlovitý zobák a tenké nohy. Nemají pohlavní dimorfismus.

## Rozšíření
Rod osídlil velkou část Evropy, Asie, Afriky a Austrálie. Jen jeden druh budníček severní (phylloscopus borealis) nedávno pronikl i do Severní Ameriky kde vytvořil stabilní populace hnízdící na Aljašce. Ostatní druhy se do Severní Ameriky zatoulávají při tahu.

## Chování
Budníčci se hbitě pohybují i po těch nejtenčích větvičkách nebo na zemi, kde hledají svoji hlavní potravu hmyz, jeho vývojová stadia a bobule. Četnost hnízdění se liší v závislosti na zeměpisné oblasti, přičemž hnízdí jednou v severských oblastech, dvakrát v mírném pásu a vícekrát v tropech. Hnízdo je kulovité, s postranním vchodem. Tropické druhy jsou stálé, severské jsou tažné.

## Druhy
- Budníček velehorský (Phylloscopus affinis)
- Budníček kulambagraský (Phylloscopus amoenus)
- Budníček žlutopruhý (Phylloscopus amandii)
- Budníček horský (Phylloscopus bonelii)
- Budníček severní (Phylloscopus borealis)
- Budníček východní (Phylloscopus borealoides)
- Budníček pralesní (Phylloscopus budongoensis)
- Budníček krasový (Phylloscopus calciatilis)
- Budníček kanárský (Phylloscopus canariensis)
- Budníček žlutoprsý (Phylloscopus cantator)
- Budníček cebuský (Phylloscopus cebuensis)
- Budníček alpínský (Phylloscopus chloronotus)
- Budníček menší (Phylloscopus collybita)
- Budníček korunkatý (Phylloscopus coronatus)
- Budníček běloocasý (Phylloscopus davisoni)
- Budníček emeiský (Phylloscopus emeiensis)
- Budníček hnědohřbetý (Phylloscopus fuligiventer)
- Budníček temný (Phylloscopus fuscatus)
- Budníček pokřovní (Phylloscopus griseolus)
- Budníček hainanský (Phylloscopus hainanus)
- Budníček černohlavý (Phylloscopus herberti)
- Budníček středoasijský (Phylloscopus humei)
- Budníček iberský (Phylloscopus ibericus)
- Budníček izuský (Phylloscopus ijmae)
- Budníček pruhohlavý (Phylloscopus inornatus)
- Budníček gansuenský (Phylloscopus kansuensis)
- Budníček zairský (Phylloscopus laetus)
- Budníček mocoský (Phylloscopus laurae)
- Budníček žlutobřichý (Phylloscopus maculipennis)
- Budníček velkozobý (Phylloscopus magnirostris)
- Budníček sancristobalský (Phylloscopus makirensis)
- Budníček malinký (Phylloscopus neglectus)
- Budníček západní (Phylloscopus occipitalis)
- Budníček filipínský (Phylloscopus olivaceus)
- Budníček balkánský (Phylloscopus orientalis)
- Budníček ostrovní (Phylloscopus poliocephalus)
- Budníček timorský (Phylloscopus presbytes)
- Budníček zlatohlavý (Phylloscopus proregulus)
- Budníček nepálský (Phylloscopus pulcher)
- Budníček žlutolící (Phylloscopus reguloides)
- Budníček sírožlutý (Phylloscopus ricketti)
- budníček žlutořitý (Phylloscopus ruficapilla)
- Budníček celebeský (Phylloscopus sarasinorum)
- Budníček tlustozobý (Phylloscopus schwarzi)
- Budníček lesní (Phylloscopus sibilatrix)
- Budníček černonohý (Phylloscopus sindianus)
- Budníček tibetský (Phylloscopus subaffinis)
- Budníček koniferový (Phylloscopus subviridis)
- Budníček amurský (Phylloscopus tenelipes)
- Budníček sundský (Phylloscopus trivirgatus)
- Budníček zelený (Phylloscopus trochiloides)
- Budníček větší (Phylloscopus trochilus)
- Budníček pákistánský (Phylloscopus tytleri)
- Budníček zelenokřídlý (Phylloscopus umbrovirens)
- Budníček šedohlavý (Phylloscopus xanthoschistos)
- Budníček s-čchuanský (Phylloscopus yunnanensis)